# 屯卦

屯卦

屯卦，簡稱屯，為六十四卦之中的第三卦。上卦是坎卦，代表水，就是☵；下卦是震卦，代表雷，就是☳。所以，屯卦就畫成䷂。為方便記住卦象，有個名叫水雷屯。

## 卦辭
元，亨，利，貞，勿用，有攸往，利建侯。
彖曰：屯，剛柔始交而難生，動乎險中，大亨貞。雷雨之動滿盈，天造草昧，宜建侯而不寧。
象曰：云，雷，屯﹔君子以經綸。

## 爻辭
初九：磐桓﹔利居貞，利建侯。
六二：屯如邅如，乘馬班如。 匪寇婚媾，女子貞不字，十年乃字。
六三：即鹿無虞，惟入于林中，君子幾不如舍，往吝。
六四：乘馬班如，求婚媾，無不利。
九五：屯其膏，小貞吉，大貞凶。
上六：乘馬班如，泣血漣如。